# Макшенн, Джей
Джей Макшенн (англ. Jay "Hootie" McShann; 12 января 1916 — 7 декабря 2006) — джазовый и блюзовый пианист, вокалист, композитор, руководитель оркестра. Переехав в Канзас-Сити в 1930-х, наряду со своим приятелем, пианистом и бэнд-лидером Каунтом Бэйси, стал основателем стиля «свингующего блюза»: сильно приблюзованный джаз, ведомый свингующими духовыми, положенными на мощный и в то же время мягкий ритм. Ярчайший представитель музыкальной сцены Канзас-Сити, он в последние годы был и живой её энциклопедией, завершая свои альбомы колоритными историями из её богатой на события жизни. Начав записываться более 60-ти лет назад, но и в нынешнем веке выпускал энергичные альбомы. Оставшись последним и наиболее известным реликтом времен расцвета местной блюзовой сцены, он хранил и приумножал её славу.

## Биография

### Детство и юность
Джеймс Коламбас Макшенн родился 12 января 1916 года в городе Маскоги, штате Оклахома. Родители Джея были очень религиозными и небогатыми, они могли позволить себе оплатить уроки игры на фортепиано только для старшей сестры. Однако маленький Макшенн просто слушал и узнавал, каким образом сестра извлекает звуки, играя дома на фортепиано, а позже в церкви на органе. Мальчик также часто пытался имитировать услышанное им по радио. Более всего Макшенна впечатлили и вдохновили живые выступления в Чикагском Гранд Террэйс Хотел (Chicago’s Grand Terrace Hotel) пианиста Эрла Хайнса.
Так как родители были против увлечения Джея, ему пришлось уйти из дома. Таким образом музыкальная карьера Макшенна началась в возрасте 15 лет. Джей начал гастролировать с саксофонистом Доном Байесом и несколькими группами с юго-запада страны.
На технику игры Джея оказали влияние Томас «Фэтс» Уоллер и Эрл «Фаза» Хайнс, а что касается стиля — немногим позже Макшенна поразил энергичный, глубоко блюзовый стиль игры Пита Джонсона и других мастеров Буги-вуги. Джей работал в этом стиле и не изменял ему практически 75 лет.
Однажды в 1936 году, по пути к родственнику в Омахе, он на два часа задержался в Канзас-Сити, из-за пересадки с одного автобусного маршрута на другой. Канзас-Сити в то время был многочисленным, шумным, ярким, но в нём практически отсутствовали нормы морали, что создавало идеальную среду для расцвета ночных клубов и музыкальной активности. "Этот город был открыт для всех, " говорил Макшенн в интервью газете Chicago Tribune в 1991 году. «Поэтому туда приезжали девочки, сутенеры, понимаете, о чем я? Все были счастливы, ночная жизнь бурлила, а музыка звучала фактически постоянно, вплоть до 5 или 6 часов утра.»
Случайный знакомый в одном клубе стал уговаривать его остаться. Как раз на тот момент у Джея не было денег, да и остановиться было негде. Знакомый вручил ему ключи от своей квартиры и помог найти работу в клубе. В Канзас-Сити Макшенн стал своим человеком. Работу Джей Макшенн нашёл в течение двух дней, стал выступать в трио с Элмером Хопкинсом и Оливером Тоддом. Кто бы мог подумать, что со временем, в этом городе-кузнице легендарных музыкантов, Макшенн станет ведущим пианистом и бэнд-лидером. В 1937 году как-то раз Джей проходил мимо клуба Канзас-сити и услышал игру альт-саксофониста, да такую, которой он никогда доселе не слышал. Молодым саксофонистом оказался 17-летний Чарли Паркер.

### Оркестр Макшенна и Чарли Паркер
Приобретя достаточную популярность, Джей в 1938 году сформировал секстет, а в следующем, 1939 году, свой биг-бэнд, игравший главным образом блюзы в таких заведениях Канзас-сити как «Century Room» и «Fairyland Park».
В 1940 на радиостанции города Уичито, штат Канзас, Макшенн с октетом из оркестра записали восемь пьес, которые не издавались вплоть до 1970 года. В этом октете (следовательно и оркестре) и начал свою профессиональную карьеру никому не известный Чарли Паркер. Уже тогда, в 1941 году, в его исполнительской манере можно заметить черты стиля будущего великого новатора джаза. Пьесы являются первыми записями партий Чарльза Паркера (блестящие соло в «Honeysuckle Rose» и «Lady Be Good»).
В 1941 году оркестр записал всего две сессии на фирме «Decca», так как оркестр в то время считался типичным блюзовым биг-бэндом для танцевальных залов (позже всплыли несколько редких записей радиопередач с оркестром, которые позже были изданы на диске фирмой Vintage Jazz Classics).
Помимо Паркера оркестр Джея Макшенна включал таких великолепных музыкантов, как басист Джин Рэйми (1940-44), барабанщик Гас Джонсон (1940-42), и саксофонист Пол Куиничетт (1943), блюзовый вокалист-шаутер Уолтер Браун и трубач Бадди Андерсон. 
В ноябре 1941 года в Далласе, штат Техас, оркестр Джея Макшенна при участии Паркера записал такие хиты как «Confessin' the Blues», «Hootie’s Blues», «Jumpin The Blues», «Sepian Bounce» и «Swingmatism». Также оркестром была сыграна собственная композиция Паркера «What Price Love», которая позже вошла в одну из его значительных работ «Сюита салаги» («Yardbird Suite»). В то время оркестр конкурировал с биг-бэндом Каунта Бэйси за звание самого горячего бэнда Канзаса.
В феврале 1942 года биг-бэнд Джея МакШенна приехал в Нью-Йорк и выступал в известном «Savoy Ballroom», чем снискал ещё большую популярность аудитории. Согласно легенде, именно там произошло невероятное. Концерт транслировался по радио. Играя соло в теме «Cherokee», Паркер так увлекся, что превысил все дозволенные временные рамки. Но его импровизация была настолько впечатляющей, что представители радиостанции не решились прервать трансляцию и были вынуждены нарушить расписание работы станции. Отсюда и начался взлет Чарли Паркера, который, покинув оркестр, стал играть только со своим малым составом.
Оркестр Макшенна имел грандиозный успех и казалось, что прочно вошёл в элиту биг-бендов эпохи свинга, однако Вторая мировая война и «Запрет Петрилло» сделали дальнейшее восхождение оркестра к вершине славы невозможным. Данный запрет, выдвинутый главой профсоюза музыкантов Джеймсом Петрилло, состоял в законном приостановлении работы коммерческих студий граммзаписей, вынуждающего их заключать справедливые, с финансовой точки зрения, контракты с музыкантами. С августа 1942 вплоть до 1944 года была запрещена любая музыкальная звукозапись, поэтому 2 июля 1942 года оркестр Джея Макшенна сделал последнюю свою запись.
МакШенна, как и многих музыкантов, призвали служить в 1943 году в армию Соединенных Штатов, находившихся в состоянии войны с фашистской Германией.

### После войны
Демобилизовавшись в 1944 году, Джей вновь собрал биг-бэнд и продолжал работать в клубах и боллрумах Нью-Йорка. Затем Джей переехал в Лос-Анджелес, где начал своё сотрудничество с Джимми Визерспуном. В период 1945-50 годов они добились успеха в рамках стиля ритм-энд-блюз и записали такие хиты, как «Money’s Getting’ Cheaper», «Shipyard Woman Blues», а также великий хит ’49 «Ain’t Nobody’s Business». В конце 40-х, когда для биг-бэндов наступили тяжелые времена, Джей начал выступать с комбо, а в начале 50-х перебрался обратно в Канзас-сити, где он открыл не слишком удачный бизнес по обслуживанию лимузинов. После большого перерыва и относительной безвестности он вернулся в музыку. В декабре 1957 года Макшенн принял участие в записи Визерспуна на лейбле RCA Victor.

### Макшенн и кино
Макшенн снялся в нескольких документальных фильмах, самым значимым из которых был «The Last of the Blue Devils», лента 1980 года о канзасском джазе. Помимо прочего Джей стал героем документально-музыкального автобиографического фильма Hootie Blues, а саундтрек к нему, записанный в 2003 году диск «Goin' to Kansas City», был номинирован на «Грэмми» в номинации «лучший традиционный блюзовый альбом». Также Джей появился в одной из 10 серий сериала «Джаз» Кена Бернса 2001 года и документальном фильме Клинта Иствуда 2003 года «Piano Blues», входящего в проект Мартина Скорсезе «The Blues».

### Зрелые годы
После своего европейского турне 1969 года Джей обрел второе дыхание и его карьера поползла вверх: Он начал часто выступать (в том числе со скрипачом Клодом Уильямcом) соло и как лидер различных по численности ансамблей, вокальные партии исполнял самостоятельно, ездил в туры, был званным гостем на многих джазовых фестивалях как в США так и за океаном. В 1972 году он удачно перебрался в Канаду, где записал около дюжины альбомов. 70-е 80-е 90-е годы были на редкость продуктивными. Его диски очень хорошо продавались, с новым молодым поколением слушателей пришла ещё большая известность, а благосостояние росло. Где бы Макшенн не записывался, будь то Onyx (радиотрансляции 1940 года), Decca, Capitol Records, Aladdin Records (US), Mercury, Black Lion Records, EmArcy Records, Vee-Jay Records, Black & Blue, Master Jazz, Sackville Records, Sonet, Storyville, Atlantic, Swingtime или Music Masters, его игра всегда была подчёркнуто душевной, а эффектный, легко узнаваемый вокал звучал в классическом живом стиле.
В 1987 Джей был принят в Blues Foundation’s Hall of Fame, а в 1996 был удостоен a Pioneer Award от the Rhythm and Blues Foundation. Также в 1996 году совместно с гитаристом и продюсером Дюком Робиллардом Джей записал альбом «Hootie’s Jumpin’ Blues», а тремя годами позже ещё один великолепный диск «Still Jumpin’ the Blues» при участии Робилларда и Марии Малдор. Оба альбомы были изданы на лейбле Canadian Stoney Plain.
Джей Макшенн всегда будет ассоциироваться со своим детищем, канзасским свинг-блюзом. Он был наделен крепким здоровьем и недюжинной силой духа, что позволило ему быть свидетелем материального и духовного признания своих музыкальных заслуг.
Джея Макшенна не стало 7 декабря 2006 года. Он умер в Госпитале Святого Луки своей второй родины Канзас-Сити, где прожил почти 70 лет. А всего лишь за год до этого он давал очередной концерт в Канзас-Сити.

## Альбомы и записи

### Альбомы
- 1954 Jay McShann, Decca
- 1966 McShann’s Piano, Capitol
- 1967 Kansas City on My Mind, Jzm
- 1969 Confessin' the Blues, Classic Jazz
- 1969 Roll 'Em, Black & Blue
- 1969 New York: 1208 Miles, Decca
- 1970 Kansas City Memories, Black & Blue
- 1971 The Big Apple Bash, New World
- 1972 Going to Kansas City, New World
- 1972 Man from Muskogee, Sackville
- 1974 Vine Street Boogie, Black Lion
- 1976 Crazy Legs and Friday Strut, Sackville
- 1977 After Hours, Storyville
- 1977 The Last of the Blue Devils, Koch Jazz
- 1978 A Tribute to Fats Waller, Sackville
- 1978 Kansas City Hustle, Sackville
- 1980 Tuxedo Junction, Sackville
- 1982 Swingmatism, Sackville
- 1983 At Cafe Des Copains, Sackville
- 1983 Just a Lucky So and So, Sackville
- 1985 Airmail Special, Sackville
- 1989 Paris All-Star Blues: A Tribute, Music Masters
- 1990 Some Blues, Chi-Sound
- 1991 Blue Pianos, Vagabond
- 1992 The Missouri Connection, Reservoir
- 1996 Warm, Snowball
- 1996 Piano Playhouse, Night Train
- 1996 Swing The Boogie, Vagabond
- 1997 Hootie’s Jumpin' Blues, Stony Plain
- 1998 Havin' Fun, Sackville
- 1998 My Baby with the Black Dress On, Chiaroscuro
- 1999 Still Jumpin' the Blues, Stony Plain
- 2000 Hootie! [live], Chiaroscuro
- 2001 Earliest Bird, Arpeggio Jazz
- 2003 Goin' to Kansas City, Stony Plain
- 2006 Hootie’s Blues [live], Stony Plain

### Компиляции
- 1998 1944—1946 Classics
- 1999 What a Wonderful World Groove Note
- 2001 Jay McShann and the Blues Singers: 1941—1949 Epm Musique
- 2002 1940—1949: Kansas City Bounce Epm Musique
- 2002 Hot Biscuits: The Essentials Indigo
- 2003 Jumpin' the Blues Proper Pairs
- 2005 The Best of Jay «Hootie» McShann: Confessin' the Blues Blues Forever
- 2005 Solos & Duets Sackville
- 2006 Kansas City Blues 1944—1949 Acrobat

## Фильмография
- The Last of the Blue Devils (1980) …. Himself
- Solo Flight: The Genius of Charlie Christian (1992) (V) …. Himself
- Eastwood After Hours: Live at Carnegie Hall (1997) (TV) …. Himself
- «The Blues» (2003) TV series …. Himself (segment «Piano Blues»)